# Напетипи (река)
Напетипи (англ. Napetipi River; фр. Rivière Napetipi) — река на полуострове Лабрадор в провинциях Квебек и Ньюфаундленд и Лабрадор на северо-востоке Канады. Впадает в залив Святого Лаврентия.

## Название
Название «Напетити» имеет происхождение от названия реки на языке племён инну, которое означает «река человека». Некоторые авторы предполагают, что река Сен-Жак, упомянутая Жаком Картье во время его первого путешествия в 1534 году, была рекой и бухтой Напетипи. В своем отчёте 1890 года о реке Напетипи геодезист Генри Робертсон упоминает, что «в озере Напетипи много тюленей».

## География
Протяжённость Напетипи составляет 121 км, из которых около 13 км находится в Лабрадоре. Основные истоки находятся на высоте около 390 м над уровнем моря. В верховьях на протяжении первых 40 км уклон реки высокий, её уровень над уровнем моря падает на 320 м, после чего уклон резко падает и последние 80 км высота реки над уровнем моря падает только на 60 м. В основном Напетипи протекает между высокими скалистыми берегами. В 12 км от устья река расширяется и образует озёра Ямын (Напетити Нипи) и Напетити.
Устье расположено находится в муниципалитете Сент-Огюстен в муниципалитете округа Ле-Гольф-дю-Сен-Лоран. Устье составляет около 35 километров (22 миль) от деревни Сент-Августин. Река впадает в одноимённую узкую бухту, внутренняя часть которой длиной около 7 км расположена между высокими скалистыми берегами, которые укрывают её от южных ветров.
Площадь бассейна — 1262 км². Он расположен между бассейнами рек Чекатика на западе и Сен-Поль на востоке. Около 60 км² водораздела находится на Лабрадоре. Средняя высота водосбора составляет 233 м, поднимаясь до более чем 300 м на севере, с самой высокой точкой в 502 м. Квебекская часть частично находится на неорганизованной территории Пети-Мекатина и частично в муниципалитетах Сент-Августин и Бонн-Эсперанс.